# Форт Морган (Колорадо)
Форт Морган (енгл. Fort Morgan) град је у америчкој савезној држави Колорадо.

## Демографија
По попису из 2010. године број становника је 11.315, што је 281 (2,5%) становника више него 2000. године.
| Група             | 2000.         | 2010.         |
| Белци             | 6.478 (58,7%) | 5.512 (48,7%) |
| Афроамериканци    | 31 (0,3%)     | 686 (6,1%)    |
| Азијати           | 20 (0,2%)     | 84 (0,7%)     |
| Хиспаноамериканци | 4.308 (39,0%) | 4.897 (43,3%) |
| Укупно            | 11.034        | 11.315        |